# Starszy nad armatą
Starszy nad armatą – dowódca artylerii w dawnym wojsku polskim, wzmiankowany po raz pierwszy w 1520 r. (nominacja Jana Staszkowskiego) i w bitwie pod Obertynem w 1531. Zlikwidowany w 1539 w związku z przekazaniem dowództwa nad artylerią hetmanowi polnemu. Urząd przywrócono w 1637, ale wkrótce dowódcę artylerii w Koronie zaczęto nazywać generałem artylerii koronnej, a na Litwie – generałem artylerii litewskiej.